# Bataille de Paraitacène
Guerres des Diadoques
Batailles
Guerres des Diadoques
- Hellespont
- Orcynia
- Crétopolis
- Paraitacène
- Gabiène
- Gaza
- Guerre babylonienne
- Salamine de Chypre
- Rhodes
- Ipsos
- Couroupédion

La bataille de Paraitacène  (317 av. J.-C.) est une bataille des guerres des Diadoques, consécutives à la mort d'Alexandre le Grand. Elle se déroule en Médie et oppose Eumène de Cardia, stratège d'Asie de la régence du royaume de Macédoine, à Antigone le Borgne, satrape de Phrygie et maître de l'Asie Mineure.

## Contexte historique
Cette bataille se déroule dans le contexte de la confrontation entre Antigone le Borgne et Eumène de Cardia. Antigone entend établir un empire en Anatolie et en Syrie, tandis qu'Eumène reçoit en 319 av. J.-C. de la part de Polyperchon, successeur d'Antipater à la tête de la régence, le titre de « stratège d'Asie » avec pour mission de vaincre Antigone. À partir de 318, Eumène décide de porter la guerre en Haute Asie afin d'éloigner Antigone de ses bases arrière et de faire jonction avec les satrapes des provinces orientales. À l'été 318, Eumène décide de marcher contre Antigone en Médie afin de mettre à profit sa victoire en Babylonie contre Séleucos. Eumène s’avance vers la région de Paraitacène, au nord-est de Suse, car Antigone a quitté la Médie et s’avance en Perse. Eumène veut vaincre son adversaire en une seule bataille rangée mais la difficulté du terrain empêche un affrontement. Antigone peut alors commencer à se retirer vers la Gabiène, une plaine agricole défendue par des barrières naturelles capable de subvenir aux besoins d'une armée. Eumène parvient néanmoins à le rattraper et à ranger son armée en ordre de bataille.

## Origines et effectifs des troupes
Les deux armées présentent des effectifs et un recrutement comparable : un « noyau dur » de Macédoniens (vétérans ou recrues) qui forment la phalange et la cavalerie des Compagnons, des mercenaires principalement grecs et thraces, un corps d'éléphants de guerre et enfin des levées satrapiques qui composent la cavalerie légère et les tirailleurs. Eumène a en effet incorporé à son « armée royale » les troupes réunies par les satrapes de Haute Asie (et commandées par Peucestas) pour lutter contre Peithon, le satrape de Médie, tandis que celui-ci a rejoint la cause d'Antigone à la tête d'un fort contingent de cavaliers. Les effectifs proposés ici ont été établis à partir d'une étude critique du récit de Diodore de Sicile.

### Armée d'Eumène
- Infanterie lourde :
  - 5 000 phalangites : colons macédoniens et asiatiques.
  - 3 000 argyraspides et 3 000 hypaspistes : vétérans macédoniens.
  - 6 000 hoplites mercenaires[4].

- Infanterie légère : 18 000 tirailleurs dont 1 000 Perses,  1 600 Ariens, Drangiens et Bactriens, 1 600 Carmaniens, 1 000 Arachosiens, 1 000 Paropamisades.

- Cavalerie lourde :
  - 900 Compagnons : Macédoniens et Asiatiques.
  - 300 gardes des satrapes et 300 gardes d'Eumène : Macédoniens et Asiatiques.
  - 300 (?) cataphractaires bactriens[5].

- Cavalerie légère :
  - Lanciers [6]: 100 pages macédoniens, 1 500 Indiens.
  - Archers à cheval, javeliniers : 500 colons thraces, 800 Carmaniens, 600 Mésopotamiens, 700 Ariens  et Drangiens, 600 Arachosiens, 500 Paropamisades.

- Éléphants de guerre : 150 éléphants et leurs cornacs indiens.

### Armée d'Antigone
- Infanterie lourde :
  - 8 000 phalangites macédoniens[7].
  - 8 000 phalangites (pantodapoi) asiatiques et colons armés à la macédonienne.
  - Hoplites : 9 000 mercenaires, 500 Grecs alliés, 3 000 Lyciens et Pamphyliens.

- Infanterie légère : 5 500 tirailleurs dont 1 000 peltastes thraces et 1 000 archers et frondeurs asiatiques.

- Cavalerie lourde :
  - 1 000 Compagnons : Macédoniens et Asiatiques.
  - 300 gardes d'Antigone : Macédoniens et Asiatiques.
  - 800 asthippoi (contre-cavaliers) mèdes.

- Cavalerie légère :
  - Lanciers : 1 500 thraces, 1 500 mèdes, 1 000 mercenaires, 150 (?) pages macédoniens.
  - Javeliniers : 1 000 Phrygiens et Lydiens, 2 200 Tarentins[8], 400 javeliniers d'origines diverses.
  - Archers à cheval : 1 000 mèdes et Arméniens

- Éléphants de guerre : 65 éléphants et leurs cornacs indiens.

## Déroulement de la bataille
Antigone dispose son armée de façon oblique, conformément aux principes utilisés par Alexandre. Il déploie sa cavalerie légère sur l'aile gauche en position avancée, tandis que la cavalerie lourde et l'infanterie légère restent en retrait sur l'aile droite. Les phalanges occupent le centre du dispositif tandis que les éléphants sont disséminés au devant des différentes lignes, avec des troupes légères remplissant les intervalles.
Eumène dispose ses phalanges au centre de son armée, accompagnées du corps d'élite des Argyraspides commandé par Antigénès. Le flanc gauche, positionné en retrait sur la colline avoisinante, est constitué de cavaliers légers, d'éléphants et de mercenaires. Le flanc droit, constitué par la cavalerie lourde, est dirigé par Eumène en personne.
Antigone envoie sa cavalerie légère à l’assaut des lignes adverses, rapidement dispersée par une attaque de flanc menée par des escadrons de cavalerie légère depuis l’aile gauche d’Eumène. Au centre du champ de bataille, l’affrontement des phalanges tourne aussi en faveur d’Eumène, grâce à la supériorité des vétérans Argyraspides qui, malgré (ou grâce à) leur âge avancé, semblent invincibles et entament largement les forces d’Antigone. Cependant, ce dernier remarque que l’avancée des Argyraspides les a coupés de leurs lignes arrière et reprend l'initiative en faisant charger ses cavaliers lourds dans la brèche ainsi constituée. La bataille ralentit alors, les deux camps cherchant à récupérer leurs blessés. À la tombée du jour, les deux armées battent en retraite.

## Conséquences
Antigone revendique la victoire car il est resté maître du champ de bataille et peut disposer des funérailles, malgré la perte de quelque 3 700 soldats et 4 000 blessés. Eumène a lui perdu seulement 540 soldats pour 1 000 blessés. Eumène décide se retirer pour hiverner en Gabiène tandis qu'Antigone s'abstient de le poursuivre et retourne en Médie. Cette bataille sert donc de répétition générale à la bataille de Gabiène du début de l'année 316.

### Sources antiques
- Diodore de Sicile, Bibliothèque historique [détail des éditions] [lire en ligne], XIX, 27-32.
- Plutarque, Vies parallèles [détail des éditions] [lire en ligne], Eumène